# Lotto (ciclismo)
La Lotto, nota in passato come Davitamon, Predictor, Silence, Omega Pharma, Lotto Soudal e Lotto Dstny, è una squadra maschile belga di ciclismo su strada. Attiva nel professionismo dal 1985, ha licenza di UCI ProTeam.
Nelle oltre quaranta stagioni di attività la squadra è stata sempre sponsorizzata da Nationale Loterij, società che controlla il gioco del lotto in Belgio, tramite il marchio "Lotto". Tra il 2005 e il 2011, per via della sponsorizzazione dell'azienda farmaceutica Omega Pharma, Lotto è stata il secondo nome.

## Storia
La squadra viene fondata nel 1985, con il nome di Lotto-Eddy Merckx, sotto la direzione di Patrick Lefevere e Walter Godefroot. Al terzo anno di attività, nel 1987, Marc Sergeant dà alla squadra la prima vittoria al Tour de France facendo sua la tappa di Strasburgo. Proprio nel biennio 1986-1987, al Tour de France la squadra deve assumere la denominazione "Joker" per evitare confusione con le sponsorizzazioni del lotto francese (Loto).
Nel 1990 il secondo sponsor è Super Club: la squadra torna al Tour de France, e il giovane Johan Museeuw si mette in evidenza vincendo due frazioni della corsa, tra cui quella finale a Parigi; l'anno dopo si aggiudica anche il Campionato di Zurigo. Nel 1997 come secondo sponsor del team subentra Mobistar, compagnia telefonica belga; in questi anni si afferma Andrei Tchmil, specialista delle classiche, capace di vincere la Parigi-Roubaix 1994, la Parigi-Tours 1997, la Milano-Sanremo 1999 (insieme alla Coppa del mondo) e il Giro delle Fiandre 2000.
Nel 2000 la squadra diventa Lotto-Adecco, mentre nel 2003 diventa Lotto-Domo, includendo in rosa quattro ciclisti della dismessa Domo-Farm Frites; proprio nel 2003 Peter Van Petegem ottiene la doppietta Giro delle Fiandre-Parigi-Roubaix in maglia Lotto. Nel 2005 una fusione con Davitamon (marchio del colosso farmaceutico Omega Pharma, e già secondo sponsor della Quick Step) dà vita alla Davitamon-Lotto, che assume una delle venti licenze ProTour (dal 2011 World Tour). Nel 2007 il nome principale diventa Predictor, e nel 2008 Silence. Sono gli anni delle vittorie in volata di Robbie McEwen al Giro d'Italia e al Tour de France (corsa in cui vince anche per tre volte la classifica a punti), e dei piazzamenti nella generale di Cadel Evans al Tour de France (secondo nel 2007 e 2008). Lo stesso Evans nel 2007 fa sua la classifica individuale del ProTour.
Nel 2010 la squadra diventa Omega Pharma-Lotto. Tra il 2009 e il 2011, in maglia Silence prima e Omega Pharma dopo, Philippe Gilbert si aggiudica due Giri di Lombardia, due Amstel Gold Race e una Liegi-Bastogne-Liegi; nel 2011 ottiene ben diciotto successi, vincendo la classifica individuale del World Tour e portando la Omega Pharma-Lotto alla vittoria della relativa classifica a squadre.
Nel 2012, dopo l'addio di Gilbert e dello sponsor Omega Pharma, la squadra diventa Lotto-Belisol, andando ad affiancare la già esistente formazione femminile Lotto-Belisol Ladies; dal 2016 al 2024 la denominazione è Lotto Soudal. Protagonista delle ultime stagioni è il velocista André Greipel, capace di far sue undici tappe al Tour de France (quattro delle quali nella sola edizione 2015) e cinque al Giro d'Italia. Negli stessi anni si mette in evidenza anche il gregario Adam Hansen, capace di concludere 20 Grandi Giri consecutivi, dalla Vuelta a España 2011 al Giro d'Italia 2018.
Il 5 agosto 2019, nel corso della terza tappa del Giro di Polonia, il ciclista belga Bjorg Lambrecht cade rovinosamente e viene trasportato d'urgenza all'ospedale di Rybnik, dove nel pomeriggio verrà registrato il suo decesso. Tra il 2019 e il 2021 il velocista Caleb Ewan dà alla Lotto Soudal cinque vittorie di tappa al Tour de France e quattro al Giro d'Italia. A fine 2022 la squadra "retrocede" da WorldTeam alla seconda fascia, quella degli UCI ProTeam.

## Cronistoria

### Annuario
| Anno | Codice | Nome                    | Cat. | Biciclette  | Dirigenza |
| ---- | ------ | ----------------------- | ---- | ----------- | --- |
| 1985 | -      | Lotto-Eddy Merckx       | Pro  | Eddy Merckx | Dir. sportivi: Patrick Lefevere, Walter Godefroot |
| 1986 | -      | Lotto-Eddy Merckx       | Pro  | Eddy Merckx | Dir. sportivi: Patrick Lefevere, Walter Godefroot |
| 1987 | -      | Lotto-Eddy Merckx       | Pro  | Eddy Merckx | Dir. sportivi: Patrick Lefevere, Walter Godefroot |
| 1988 | -      | Lotto-Eddy Merckx       | Pro  | Eddy Merckx | Dir. sportivi: Jean-Luc Vandenbroucke, Walter Godefroot |
| 1989 | -      | Lotto-Vitus             | Pro  | Vitus       | Dir. sportivi: Jean-Luc Vandenbroucke, Joseph Braeckevelt, Walter Godefroot |
| 1990 | -      | Lotto-Super Club        | Pro  | MBK         | Dir. sportivi: Jean-Luc Vandenbroucke, Joseph Braeckevelt |
| 1991 | -      | Lotto-Super Club        | Pro  | MBK         | Dir. sportivi: Jean-Luc Vandenbroucke, Joseph Braeckevelt |
| 1992 | -      | Lotto-Mavic-MBK         | Pro  | MBK         | Dir. sportivi: Jean-Luc Vandenbroucke, Joseph Braeckevelt |
| 1993 | LOT    | Lotto-Caloi-Mavic       | Pro  | Caloi       | Dir. sportivi: Jean-Luc Vandenbroucke, Joseph Braeckevelt |
| 1994 | LOT    | Lotto-Vetta-Caloi       | -    | Caloi       | Dir. sportivi: Jean-Luc Vandenbroucke, Joseph Braeckevelt, Hugo De Dier |
| 1995 | LOT    | Lotto-Isoglass          | -    | Vitus       | Manager: Jean-Luc Vandenbroucke Dir. sportivi: Joseph Braeckevelt, Hugo De Dier |
| 1996 | LOT    | Lotto-Isoglass          | GSI  | Vitus       | Manager: Jean-Luc Vandenbroucke Dir. sportivi: Joseph Braeckevelt, Hugo De Dier |
| 1997 | LOT    | Lotto-Mobistar-Isoglass | GSI  | Vitus       | Manager: Jean-Luc Vandenbroucke Dir. sportivi: Joseph Braeckevelt, Hugo De Dier, Ferdi Van Den Haute                                                                                   |
| 1998 | LOT    | Lotto-Mobistar          | GSI  | Vitus       | Manager: Jean-Luc Vandenbroucke Dir. sportivi: Joseph Braeckevelt, Hugo De Dier, Ferdi Van Den Haute                                                                                   |
| 1999 | LOT    | Lotto-Mobistar          | GSI  | Vitus       | Manager: Jean-Luc Vandenbroucke Dir. sportivi: Joseph Braeckevelt, Hugo De Dier, Ferdi Van Den Haute                                                                                   |
| 2000 | LOT    | Lotto-Adecco            | GSI  | GT          | Manager: Christophe Sercu Dir. sportivi: Joseph Braeckevelt, Claude Criquielion, Hugo De Dier, Ferdi Van Den Haute                                                                     |
| 2001 | LOT    | Lotto-Adecco            | GSI  | GT          | Manager: Christophe Sercu Dir. sportivi: Joseph Braeckevelt, Claude Criquielion, Hugo De Dier, Walter Planckaert                                                                       |
| 2002 | LOT    | Lotto-Adecco            | GSI  | Litespeed   | Manager: Christophe Sercu Dir. sportivi: Joseph Braeckevelt, Claude Criquielion, Hugo De Dier, Walter Planckaert                                                                       |
| 2003 | LOT    | Lotto-Domo              | GSI  | Eddy Merckx | Manager: Christophe Sercu Dir. sportivi: Marc Sergeant, Hendrik Redant, Luc Colijn, Claude Criquielion                                                                                 |
| 2004 | LOT    | Lotto-Domo              | GSI  | Eddy Merckx | Manager: Christophe Sercu Dir. sportivi: Marc Sergeant, Hendrik Redant, Luc Colijn, Claude Criquielion                                                                                 |
| 2005 | DVL    | Davitamon-Lotto         | PT   | Ridley      | Manager: Geert Coeman Dir. sportivi: Marc Sergeant, Herman Frison, Allan Peiper, Hendrik Redant, Eric Van Lancker                                                                      |
| 2006 | DVL    | Davitamon-Lotto         | PT   | Ridley      | Manager: Geert Coeman Dir. sportivi: Marc Sergeant, Herman Frison, Allan Peiper, Hendrik Redant, Eric Van Lancker                                                                      |
| 2007 | PRL    | Predictor-Lotto         | PT   | Ridley      | Manager: Geert Coeman Dir. sportivi: Marc Sergeant, Roberto Damiani, José De Cauwer, Herman Frison, Hendrik Redant                                                                     |
| 2008 | SIL    | Silence-Lotto           | PT   | Ridley      | Manager: Geert Coeman Dir. sportivi: Marc Sergeant, Roberto Damiani, José De Cauwer, Herman Frison, Hendrik Redant, Stefano Zanini                                                     |
| 2009 | SIL    | Silence-Lotto           | PT   | Canyon      | Manager: Geert Coeman Dir. sportivi: Marc Sergeant, Roberto Damiani, Dirk De Wolf, Herman Frison, Hendrik Redant, Marc Wauters                                                         |
| 2010 | OLO    | Omega Pharma-Lotto      | PT   | Canyon      | Manager: Geert Coeman Dir. sportivi: Marc Sergeant, Roberto Damiani, Dirk De Wolf, Herman Frison, Hendrik Redant, Marc Wauters                                                         |
| 2011 | OLO    | Omega Pharma-Lotto      | WT   | Canyon      | Manager: Geert Coeman Dir. sportivi: Marc Sergeant, Dirk De Wolf, Michiel Elijzen, Herman Frison, Jean-Pierre Heynderickx, Marc Wauters                                                |
| 2012 | LTB    | Lotto Belisol Team      | WT   | Ridley      | Manager: Bill Olivier Dir. sportivi: Marc Sergeant, Mario Aerts, Michiel Elijzen, Herman Frison, Jean-Pierre Heynderickx, Bart Leysen, Marc Wauters                                    |
| 2013 | LTB    | Lotto Belisol Team      | WT   | Ridley      | Manager: Bill Olivier (fino a febbraio), Marc Sergeant (da febbraio) Dir. sportivi: Marc Wauters, Mario Aerts, Herman Frison, Jean-Pierre Heynderickx, Bart Leysen, Kurt Van De Wouwer |
| 2014 | LTB    | Lotto Belisol           | WT   | Ridley      | Manager: Marc Sergeant Dir. sportivi: Mario Aerts, Herman Frison, Jean-Pierre Heynderickx, Bart Leysen, Kurt Van De Wouwer, Marc Wauters                                               |
| 2015 | LTS    | Lotto Soudal            | WT   | Ridley      | Manager: Marc Sergeant Dir. sportivi: Mario Aerts, Herman Frison, Bart Leysen, Kurt Van De Wouwer, Marc Wauters                                                                        |
| 2016 | LTS    | Lotto Soudal            | WT   | Ridley      | Manager: Marc Sergeant Dir. sportivi: Mario Aerts, Herman Frison, Bart Leysen, Kurt Van De Wouwer, Marc Wauters, Frederik Willems                                                      |
| 2017 | LTS    | Lotto Soudal            | WT   | Ridley      | Manager: Marc Sergeant Dir. sportivi: Marc Sergeant, Mario Aerts, Herman Frison, Bart Leysen, Kurt Van De Wouwer, Marc Wauters, Frederik Willems                                       |
| 2018 | LTS    | Lotto Soudal            | WT   | Ridley      | Manager: Paul De Geyter Dir. sportivi: Herman Frison, Mario Aerts, Bart Leysen, Kurt Van De Wouwer, Marc Wauters, Frederik Willems                                                     |
| 2019 | LTS    | Lotto Soudal            | WT   | Ridley      | Manager: John Lelangue Dir. sportivi: Herman Frison, Mario Aerts, Kevin De Weert, Bart Leysen, Kurt Van De Wouwer, Marc Wauters, Frederik Willems                                      |
| 2020 | LTS    | Lotto Soudal            | WT   | Ridley      | Manager: John Lelangue Dir. sportivi: Mario Aerts, Kevin De Weert, Herman Frison, Maxime Monfort, Kurt Van De Wouwer, Marc Wauters, Frederik Willems                                   |
| 2021 | LTS    | Lotto Soudal            | WT   | Ridley      | Manager: John Lelangue Dir. sportivi: Mario Aerts, Herman Frison, Nikolas Maes, Maxime Monfort, Marc Sergeant, Kurt Van De Wouwer, Marc Wauters                                        |
| 2022 | LTS    | Lotto Soudal            | WT   | Ridley      | Manager: John Lelangue Dir. sportivi: Mario Aerts, Allan Davis, Nikolas Maes, Maxime Monfort, Cherie Pridham, Kurt Van De Wouwer, Marc Wauters                                         |
| 2023 | LTD    | Lotto Dstny             | PRT  | Ridley      | Manager: Stéphane Heulot Dir. sportivi: Kurt Van De Wouwer, Mario Aerts, Allan Davis, Nikolas Maes, Maxime Monfort, Cherie Pridham, Marc Wauters                                       |
| 2024 | LTD    | Lotto Dstny             | PRT  | Ridley      | Manager: Stéphane Heulot Dir. sportivi: Kurt Van De Wouwer, Mario Aerts, Allan Davis, Nikolas Maes, Maxime Monfort, Cherie Pridham, Marc Wauters                                       |
| 2025 | LOT    | Lotto                   | PRT  | Ridley      | Manager: Stéphane Heulot Dir. sportivi: Kurt Van De Wouwer, Mario Aerts, Allan Davis, Nikolas Maes, Maxime Monfort, Cherie Pridham, Marc Wauters                                       |

### Classifiche UCI
Aggiornato al 22 ottobre 2024.
| Anno | Classifica    | Pos. | Migliore cl. individuale    |
| ---- | ------------- | ---- | --------------------------- |
| 1995 | -             | 16º  | Andrei Tchmil (10º)         |
| 1996 | -             | 19º  | Andrei Tchmil (15º)         |
| 1997 | -             | 15º  | Andrei Tchmil (6º)          |
| 1998 | -             | 13º  | Andrei Tchmil (11º)         |
| 1999 | GSI           | 10º  | Andrei Tchmil (4º)          |
| 2000 | GSI           | 16º  | Andrei Tchmil (9º)          |
| 2001 | GSI           | 5º   | Nico Eeckhout (30º)         |
| 2002 | GSI           | 4º   | Robbie McEwen (4º)          |
| 2003 | GSI           | 21º  | Peter Van Petegem (18º)     |
| 2004 | GSI           | 13º  | Robbie McEwen (16º)         |
| 2005 | ProTour       | 4º   | Cadel Evans (17º)           |
| 2006 | ProTour       | 16º  | Cadel Evans (4º)            |
| 2007 | ProTour       | 9º   | Cadel Evans (1º)            |
| 2008 | ProTour       | 11º  | Cadel Evans (6º)            |
| 2009 | World Cal.    | 6º   | Cadel Evans (5º)            |
| 2010 | World Cal.    | 7º   | Philippe Gilbert (2º)       |
| 2011 | World Tour    | 1º   | Philippe Gilbert (1º)       |
| 2012 | World Tour    | 11º  | Jurgen Van Den Broeck (14º) |
| 2013 | World Tour    | 18º  | André Greipel (33º)         |
| 2014 | World Tour    | 15º  | Tim Wellens (25º)           |
| 2015 | World Tour    | 9º   | André Greipel (24º)         |
| 2016 | World Tour    | 14º  | Tim Wellens (34º)           |
| 2017 | World Tour    | 13º  | Tim Wellens (21º)           |
| 2018 | World Tour    | 15º  | Tim Wellens (18º)           |
| 2019 | World Ranking | 9º   | Tim Wellens (17º)           |
| 2020 | World Ranking | 17º  | Caleb Ewan (35º)            |
| 2021 | World Ranking | 18º  | Tim Wellens (65º)           |
| 2022 | World Ranking | 14º  | Arnaud De Lie (6º)          |
| 2023 | World Ranking | 9º   | Arnaud De Lie (15º)         |
| 2024 | World Ranking | 9º   | Maxim Van Gils (14º)        |

## Divise
| Lotto (2014-2017) | Lotto Soudal (2018) | Lotto Soudal (2019) | Lotto Soudal (2020-21) | Lotto Soudal (2022) | Lotto Dstny (2023) |

## Palmarès
Aggiornato al 5 luglio 2025.

### Grandi Giri
- Giro d'Italia

Partecipazioni: 22 (2001, 2002, 2003, 2004, 2005, 2006, 2007, 2008, 2009, 2010, 2011, 2012, 2013, 2014, 2015, 2016, 2017, 2018, 2019, 2020, 2021, 2022)
Vittorie di tappa: 31
2001: 1 (Rik Verbrugghe)
2002: 3 (2 Robbie McEwen, Rik Verbrugghe)
2003: 2 (2 Robbie McEwen)
2004: 1 (Robbie McEwen)
2005: 3 (3 Robbie McEwen)
2006: 3 (3 Robbie McEwen)
2007: 1 (Robbie McEwen)
2009: 1 (Philippe Gilbert)
2010: 1 (Matthew Lloyd)
2011: 1 (Bart De Clercq)
2012: 1 (Lars Bak)
2013: 1 (Adam Hansen)
2015: 1 (André Greipel)
2016: 4 (3 André Greipel, Tim Wellens)
2017: 1 (André Greipel)
2018: 1 (Tim Wellens)
2019: 2 (2 Caleb Ewan)
2021: 2 (2 Caleb Ewan)
2022: 1 (Thomas De Gendt)
Vittorie finali: 0
Altre classifiche: 2
2005: Squadre a punti
2010: Scalatori (Matthew Lloyd)
- Tour de France[1]

Partecipazioni: 39 (1985, 1986, 1987, 1990, 1991, 1992, 1993, 1994, 1995, 1996, 1997, 1998, 1999, 2000, 2001, 2002, 2003, 2004, 2005, 2006, 2007, 2008, 2009, 2010, 2011, 2012, 2013, 2014, 2015, 2016, 2017, 2018, 2019, 2020, 2021, 2022, 2023, 2024, 2025)
Vittorie di tappa: 40
1987: 1 (Marc Sergeant)
1990: 2 (2 Johan Museeuw)
1992: 2 (Jan Nevens, Peter De Clercq)
2001: 2 (Rik Verbrugghe, Serge Baguet)
2002: 2 (2 Robbie McEwen)
2004: 2 (2 Robbie McEwen)
2005: 3 (3 Robbie McEwen)
2006: 3 (3 Robbie McEwen)
2007: 2 (Cadel Evans, Robbie McEwen)
2011: 3 (Gilbert, Greipel, Vanendert)
2012: 3 (3 André Greipel)
2013: 1 (André Greipel)
2014: 2 (André Greipel, Tony Gallopin)
2015: 4 (4 André Greipel)
2016: 2 (Thomas De Gendt, André Greipel)
2019: 4 (Thomas De Gendt, 3 Caleb Ewan)
2020: 2 (2 Caleb Ewan)
2024: 1 (Victor Campenaerts)
Vittorie finali: 0
Altre classifiche: 5
1999: Combattività (Jacky Durand)
2002: Punti (Robbie McEwen)
2004: Punti (Robbie McEwen)
2006: Punti (Robbie McEwen)
2023: Combattività (Victor Campenaerts)
- Vuelta a España

Partecipazioni: 22 (1998, 1999, 2005, 2006, 2007, 2008, 2009, 2010, 2011, 2012, 2013, 2014, 2015, 2016, 2017, 2018, 2019, 2020, 2021, 2022, 2023, 2024)
Vittorie di tappa: 11
2008: 1 (Greg Van Avermaet)
2010: 2 (2 Philippe Gilbert)
2017: 4 (2 Tomasz Marczyński, Sander Armée, Thomas De Gendt)
2018: 1 (Jelle Wallays)
2020: 2 (2 Tim Wellens)
2023: 1 (Andreas Kron)
Vittorie finali: 0
Altre classifiche: 1
2018: Scalatori (Thomas De Gendt)

### Classiche monumento
- Milano-Sanremo: 1

1999 (Andrei Tchmil)
- Giro delle Fiandre: 2

2000 (Tchmil); 2003 (Van Petegem)
- Parigi-Roubaix: 2

1994 (Andrei Tchmil); 2003 (Van Petegem)
- Liegi-Bastogne-Liegi: 1

2011 (Philippe Gilbert)
- Giro di Lombardia: 2

2009, 2010 (Philippe Gilbert)

### Campionati nazionali
- Campionati australiani: 2

In linea: 2002 (Robbie McEwen); 2008 (Matthew Lloyd)
- Campionati belgi: 15

In linea: 1985 (Paul Haghedooren); 1986 (Marc Sergeant); 1990 (Claude Criquielion); 1995 (Wilfried Nelissen); 2005 (Serge Baguet); 2008 (Jürgen Roelandts); 2011 (Philippe Gilbert); 2014 (Jens Debusschere); 2024 (Arnaud De Lie)
Cronometro: 1993 (Nico Mattan); 2000 (Rik Verbrugghe); 2006 (Dries Devenyns); 2007 (Leif Hoste); 2015 (Jurgen Van den Broeck); 2018 (Victor Campenaerts)
- Campionati olandesi: 2

In linea: 2002 (Stefan van Dijk); 2005 (Léon van Bon)
- Campionati tedeschi: 3

In linea: 2013, 2014, 2016 (André Greipel)

## Organico 2025
Aggiornato al 1º agosto 2025.

### Staff tecnico
|  | Naz.                     | Ruolo | Sportivo           |  |  |  |
|  | ------------------------ | ----- | ------------------ |  |  |  |
|  | Francia (bandiera)       | GM    | Stéphane Heulot    |  |  |  |
|  | Belgio (bandiera)        | DS    | Kurt Van De Wouwer |  |  |  |
|  | Belgio (bandiera)        | DS    | Mario Aerts        |  |  |  |
|  | Australia (bandiera)     | DS    | Allan Davis        |  |  |  |
|  | Belgio (bandiera)        | DS    | Nikolas Maes       |  |  |  |
|  | Belgio (bandiera)        | DS    | Maxime Monfort     |  |  |  |
|  | Gran Bretagna (bandiera) | DS    | Cherie Pridham     |  |  |  |
|  | Belgio (bandiera)        | DS    | Marc Wauters       |  |  |  |

### Rosa
|  | Naz.                     |  | Sportivo               | Anno |  |  |
|  | ------------------------ |  | ---------------------- | ---- |  |  |
|  | Belgio (bandiera)        |  | Jenno Berckmoes        | 2001 |  |  |
|  | Belgio (bandiera)        |  | Cédric Beullens        | 1996 |  |  |
|  | Belgio (bandiera)        |  | Lars Craps             | 2001 |  |  |
|  | Nuova Zelanda (bandiera) |  | Logan Currie           | 2001 |  |  |
|  | Belgio (bandiera)        |  | Jasper De Buyst        | 1993 |  |  |
|  | Belgio (bandiera)        |  | Arnaud De Lie          | 2002 |  |  |
|  | Belgio (bandiera)        |  | Steffen De Schuyteneer | 2005 |  |  |
|  | Australia (bandiera)     |  | Jarrad Drizners        | 1999 |  |  |
|  | Australia (bandiera)     |  | Matthew Fox            | 2002 |  |  |
|  | Gran Bretagna (bandiera) |  | Joshua Giddings        | 2003 |  |  |
|  | Danimarca (bandiera)     |  | Jonas Gregaard         | 1996 |  |  |
|  | Belgio (bandiera)        |  | Sébastien Grignard     | 1999 |  |  |
|  | Belgio (bandiera)        |  | Arjen Livyns           | 1994 |  |  |
|  | Belgio (bandiera)        |  | Milan Menten           | 1996 |  |  |
|  | Belgio (bandiera)        |  | Robin Orins            | 2002 |  |  |
|  | Belgio (bandiera)        |  | Alec Segaert           | 2003 |  |  |
|  | Argentina (bandiera)     |  | Eduardo Sepúlveda      | 1991 |  |  |
|  | Belgio (bandiera)        |  | Liam Slock             | 2000 |  |  |
|  | Belgio (bandiera)        |  | Lionel Taminiaux       | 1996 |  |  |
|  | Belgio (bandiera)        |  | Jarne Van De Paar      | 2000 |  |  |
|  | Belgio (bandiera)        |  | Lorenz Van De Wynkele  | 2001 |  |  |
|  | Belgio (bandiera)        |  | Lennert Van Eetvelt    | 2001 |  |  |
|  | Belgio (bandiera)        |  | Henri Vandenabeele     | 2000 |  |  |
|  | Belgio (bandiera)        |  | Brent Van Moer         | 1998 |  |  |
|  | Francia (bandiera)       |  | Baptiste Veistroffer   | 2000 |  |  |
|  | Italia (bandiera)        |  | Elia Viviani           | 1989 |  |  |